# فيكتور هوغو بينا
فيكتور هوغو بينا (بالإسبانية: Víctor Hugo Peña) مواليد 10 يوليو 1974 في بوغوتا، هو دراج كولومبي سابق في صنف سباق الدراجات على الطريق. سبق أن شارك في دورة الألعاب الأولمبية الصيفية.

## سجل النتائج

### سباقات أو مراحل فاز بها
- طواف إيطاليا

### المراكز
- حقق المركز الـ 15 في طواف إيطاليا 2000
- حقق المركز الـ 15 في طواف كولومبيا 2009

## وصلات خارجية
- الموقع الرسمي

## روابط خارجية
- فيكتور هوغو بينا على موقع الاتحاد الدولي للدراجات (الإنجليزية)
- فيكتور هوغو بينا على موقع أرشيف الدراجات (الإنجليزية)
- فيكتور هوغو بينا على موقع إحصائيات الدراجات الإحترافية (الإنجليزية)
- فيكتور هوغو بينا على موقع نسبة الدراجات (الإنجليزية)
- فيكتور هوغو بينا على موقع CycleBase (الإنجليزية)
- فيكتور هوغو بينا على موقع أوليمبيديا (الإنجليزية)